# Székely János (költő)
Székely János (Torda, 1929. március 7. – Marosvásárhely, 1992. augusztus 23.) a 20. század második felében a magyar irodalom sokoldalú egyénisége, költő, prózaíró, drámaíró, tanulmány- és esszéíró, műfordító. Felesége Varró Ilona.

## Élete
Szülővárosában végezte elemi iskolai tanulmányait, majd 1940-ben Marosvásárhelyre költözve a Református Kollégiumban (ma Bolyai Farkas Elméleti Középiskola) tanult, majd 1943-tól a Katonai Reáliskolában volt huszárhadapród. 1944-ben a századát a közeledő front elől Nyugat-Európába vitték, közben fogságba esett, ahonnan 1946-ban tért haza. Ezután tudott érettségizni 1948-ban, majd továbbtanulni. A kolozsvári Bolyai Tudományegyetemen 1952-ben végezte el a filozófia szakot.
1952 és 1956 között az Állami Irodalmi és Művészeti Kiadó (a majdani Kriterion) kolozsvári szerkesztőségében dolgozott lektorként. 1953-ban feleségül vette Varró Ilona szerkesztőt, írónőt. 1954-ben született meg Ilona Julianna nevű leányuk. 1955-ben jelent meg első verskötete, a Csillagfényben. 1956-ban megszületett János Jenő fia, a későbbi szobrászművész. 1956-tól 1989-es nyugdíjazásáig a marosvásárhelyi Igaz Szó (1990-től Látó) című szépirodalmi folyóirat versrovatát szerkesztette, e lapokban jelentek meg költeményei is. Székely János és Hervay Gizella felfedezettje Simonfi József költő, kinek első versei az Igaz Szóban láttak napvilágot.
Édesapját 1958-ban rendszerbírálatáért letartóztatták és 8 év börtönre ítélték. Székely János – mindent elkövetve, hogy apját kihozza a börtönből – ekkor írta azokat a verseit, amelyeket később nem vállalt. 1968-ban nyugat-európai úton vett részt Kányádi Sándorral, Szépfalusi István szervezésében. 1964-ben elvált Varró Ilonától, de később ismét összeköltöztek és haláláig együtt élt vele. 1979-ben jelent meg A nyugati hadtest c. kisregénye, de a neki ítélt Pezsgő-díjat visszautasította, és következetesen a többi, később kapott díjait is. 1987-ben meglátogatta Olaszországban élő fiát. 1990 után neve többször szóba került a József Attila-, ill. Kossuth-díjra jelöléskor, de mindent megtett, hogy ne kapja meg egyiket se. Végül 63 évesen halt meg, infarktusban.
1991-ben Alföld-díj elismerésben részesült. 1992-ben posztumusz Ady Endre-díjat kapott. 1994-ben jelent meg az általa szerkesztett Semmi – Soha c. verskötete, amelybe az 1948 és 1986 között írt verseiből válogatott, amelynek előszavában ő maga rögzíti, hogy 'előre kijelentem: ezt és csakis ezt a „költői korpuszt” tekintem a magaménak…'. 
1995-ben jelent meg "A valódi világ" című filozófiai jellegű esszégyűjteménye, amelyet még ő szerkesztett kiadásra.
1998-ban adták ki A másik torony, „egy regény szinopszisa” c. kötetét.

## Emlékezete
Marosvásárhelyen a Justitiei (volt Verbőczy, ill. Gatyaszár) utcai lakóházának falán a fia által készített emlékplakett jelöli, hogy e házban élt és alkotott Székely János költő és Varró Ilona írónő.
Székely János tiszteletére alapította a magyar Oktatási és Kulturális Minisztérium a határon túli magyarok számára irodalmi ösztöndíj-pályázatát 30. életévüket be nem töltött fiataloknak.

## Művészete
Első versei a kolozsvári Utunkban (1990-től Helikon) jelentek meg. Költészete a Nyugat nagy mestereinek nyomdokain indult el, Babits Mihály, Tóth Árpád, Szabó Lőrinc voltak a mesterei.
Írói arculatát döntően határozta meg filozófiai műveltsége, sajátos bölcselete. Indulásától kezdve szemben állt a hatalom, a hivatal rövidlátó, sok esetben embertelen politikai gyakorlatával. Fölényes biztonsággal találta meg azt a költői jelbeszédet, melynek birtokában bátran mondhatta a maga különvéleményét mindarról, ami megalázta az embert. Nem befolyásolták a kor irodalom-politikai törekvései, életművét a polgári humanista értékrend és a szenvedélyes igazságkeresés alakította. Nem hódolt be a mindenkori hatalomnak, hanem ragaszkodott az egyetemes emberi értékekhez.
Lengyel Balázs író és kritikus emlékező írásában a legmagasabbra értékelte: „Egy biztos számomra, hogy Székely János nemcsak a határokon túli, az úgynevezett kisebbségnek, hanem egyetemes írója századunknak, századunk második felének. Valahol Camus és Orwell között. Egyike korunk legnagyobbjainak.”

## Drámái
Első drámáját még Kolozsváron írta, a többit mind Marosvásárhelyen. A jelzett évszámok a dráma befejezésének évét tükrözik. Drámái még életében megjelentek nyomtatásban, úgy szépirodalmi folyóiratok hasábjain, mind külön drámakötetekben is. Introvertált személyiségtípusából adódóan drámáinak egyetlen színházi előadását sem tekintette meg, noha minden egyes drámáját még életében bemutatták a színházak. Mindmáig egyetlen drámája sem lett idegen nyelvre lefordítva.
1. 1954-Profán passió
2. 1964-Dózsa. Ez a mű eredetileg poéma, de annyira színházszerű, hogy Nemes Levente 1969-ben Sepsiszentgyörgyön a Tamási Áron Színházban monodrámaként elő is adta, és az eredetileg külön verskötetként kiadott mű így bekerült a későbbi drámaköteteibe is.
3. 1966-Irgalmas hazugság. Ezt a művet 1958-ban kezdte írni, és végül 8 évet dolgozott rajta.
4. 1972-Caligula helytartója. Ősbemutató: 1978, Gyulai Várszínház, rendezte: Harag György, címszerep: Lukács Sándor. Erről az előadásról fekete-fehér tévéfelvétel is készült. Legjobb drámája, jelzi ezt az a tény is, hogy halála után a színházak csak ezt a drámáját tűzték műsorra; minden évben találunk színházat, mely műsorán tartja. A Duna Televízió Mikházán felvette a Marosvásárhelyi Nemzeti Színház Tompa Miklós Társulata által 2008-ban bemutatott változatot, melyet Kincses Elemér rendezett Szélyes Ferenccel a főszerepben.
5. 1976-Protestánsok. Hugenották címen (is) emlegették, a címváltozást valószínűleg a kommunista diktatúra szigorú cenzúrájának megtévesztésére eszközölték.
6. 1981-Vak Béla király. Ez a mű 1983 októberében megkapta az 1982-1983-as évadban bemutatott előadásokra vonatkozó Színikritikusok legjobb új magyar dráma-díját.
7. 1989-Mórok. Ősbemutató: 1991, Gyulai Várszínház, Tompa Gábor rendezte.
8. 1989-Szabédi. Ezt a művet a Mórokkal együtt közölték és játszották. Történelmi dráma, versben, Kolozsváron játszódik, az 1956-os események kellős közepén, és Szabédi László sorsát dolgozza fel, akit a drámában Kibédire keresztelt át. Ősbemutató: 1991, Gyulai Várszínház, Tompa Gábor rendezte.

1992-es halála után került elő Varázstükör c. befejezetlen drámája, melyet a marosvásárhelyi Látó c. szépirodalmi folyóirat közölt az 1995/4-es (áprilisi) számában.
Drámái modern vitadrámák. Mindegyik drámája történelmi témát dolgoz fel, de a jelenkor kérdéseire keresi a választ. Központi kérdései: szerep és személyiség viszonya; lehetséges-e a személyiséget maradéktalanul kifejező, társadalmilag érvényes cselekvés?; morális önazonossági problémája foglalkoztatja példázatszerű drámáiban. Drámáinak legjellegzetesebb sajátossága az erkölcsfilozófiai kérdések és a válaszok mélysége, következetessége.
A drámák stílusára jellemző, hogy a történelmi téma ellenére nem archaizál, hanem modern nyelvet használ. William Shakespeare, Jean Racine és Pierre Corneille hagyományait követve többnyire jambikus lejtésű verses drámákat irt (a Profán passió, a Vak Béla király ugyan prózában íródott, de történelmi témát dolgoz fel). Valójában nem a cselekményen van a hangsúly, hanem a gondolaton, az igazság közérthető kimondásán és megértésén. Stílusát ezért a kifejezés pontossága, továbbá tömörítés jellemzi. Székely János drámáinak az önkínzó, elemző erkölcsi igényesség, s a költői, gyakran aforisztikusan tömör, intellektuális stílus ad sajátos jelleget.
Stilárisan a Jean-Paul Sartre és Albert Camus-képviselte francia egzisztencializmus nyomdokain halad, még ha kis időbeli késéssel is, ahogy az Kelet-Európában általában lenni szokott, történelmi-földrajzi okokból.

## Esszéi, filozófiai munkái
Elek Tibor irodalomtörténész szerint "A valódi világ Székely János összefoglaló igényű főművének is tekinthető", amely 1995-ben jelent. Ennek megfelelően és Székely Jánosnak saját műalkotásaival kapcsolatos véleményét is figyelembe véve őt filozófus írónak, filozófusnak is kell tekintenünk: a legnagyobbak közül valónak. Mert ez a könyve és más esszéi is a szokásos szociobiológiai és evolúciós pszichológiai szakbeszéd eredményeit belsővé téve, illetve azokat saját tapasztalataiból leszűrve, azoknál egy minőségileg magasabb, irodalmi értékű, de filozófiai szinten tesz eredeti, fajsúlyos, a legnagyobb kérdésekkel szembesítő állításokat az élet minden nagy kérdéséről. És az erre a szintre való eljutáshoz nem csak kiváló intellektus, hanem emberi merészség is kellett.

## Életében megjelent kötetei
1. Új képes krónika. Drámák. Dacia, Kolozsvár, 1991
2. Dózsa. Poéma. Kriterion, Bukarest, 1989
3. Az árnyék. Soó Péter bánata. A nyugati hadtest. Magvető, Budapest, 1988
4. A mítosz értelme. Esszék. Kriterion, Bukarest, 1985
5. A nyugati hadtest. Variációk indulótémára. Kriterion, Bukarest, 1979
6. Képes krónika. Drámák. Magvető, Budapest, 1979
7. Egy rögeszme genezise. Esszék és bírálatok. Kriterion, Bukarest, 1978
8. Székely János legszebb versei. Albatrosz, Bukarest, 1975
9. Egy láda anyag. Válogatott versek. 1949-1970. Eminescu, Nagyvárad, 1973
10. A hallgatás tornya. Válogatott versek 1949-1970. Eminescu, Bukarest, 1972
11. Az árnyék. Soó Péter bánata. Kriterion, Bukarest, 1972
12. Maradék. Versek 1954–1968. Irodalmi, Bukarest, 1969
13. Gyermekkorom ösvényei. Ifjúsági, Bukarest, 1967
14. A virágok átka. Versek. Irodalmi, Bukarest, 1966
15. Dózsa. Poéma. Irodalmi, Bukarest, 1964
16. Küldetések. Versek. Ifjúsági, Bukarest, 1962
17. Itthon vagyok. Lírai riport. Irodalmi, Bukarest, 1961
18. Mélyvizek partján. Állami Irodalmi és Művészeti, Bukarest, 1957
19. Csillagfényben. Állami Irodalmi és Művészeti, Bukarest, 1955

## Posztumusz kötetek
- A valódi világ; Osiris–Századvég, Budapest, 1995
- A virágok átka. Válogatott versek; válogatta és az előszót írta: Lászlóffy Aladár; Magyar Írószövetség–Belvárosi, Budapest, 1998 (Bibliotheca Hungarica)
- Székely János összes drámái; Polis, Kolozsvár, 1999
- A nyugati hadtest. Variációk indulótémára; 2. kiadás; Mentor, Marosvásárhely, 2004
- Szerelem Székely János versei; válogatta és összeállította: Kőrössi P. József; Noran, Budapest, 2006
- Három dráma; Mentor, Marosvásárhely, 2009
- Válogatott művek; vál., jegyz. Verebes István; Magyar Közlöny Lap- és Könyvkiadó, Budapest, 2016 (Nemzeti könyvtár)
- Válogatott versek; vál., szerk. Fekete Vince; Székelyföld Alapítvány, Csíkszereda, 2018 (Székely könyvtár)